# Lepipaschia
Lepipaschia é um gênero de mariposa pertencente à família Crambidae.